# 白バイ
白バイ（しろバイ）とは、警察が主に交通取締業務に必要な各種装備を取り付けた白塗りのオートバイの日本での呼称である。英語圏では単にPolice motorcycle（警察のオートバイ）と呼ばれる。

## 日本
日本の警察のオートバイ（Police motorcycle）の中でも、専門の訓練を受けた白バイ隊員が乗務する特別な車両を「白バイ」と呼ぶ。白バイは装備や規格は警察庁で規定していて、主に大型自動二輪車が用いられる。警察で一般的に用いられるオートバイは黒バイなどと呼ばれ区別されている。
オートバイの機動力を示す実用例の一つで、指名手配中や逃走中の被疑者の捕捉といった一般的な警らにも使用されているほか、マラソンや駅伝競技における先導車として使用される。皇宮警察本部の白バイは交通取り締まりは行わず、専ら要人警護に専従する。警察のみでなく陸上自衛隊の警務隊も白バイ（警務用オートバイ）を保有し、交通統制や車両誘導などの任務に使用される。
警察庁内の公式文書には交通取締用自動二輪車あるいは交通指導取締用自動二輪車と表記される。
取り締まり業務の他は、警察署間の物品を送達する役割を担っており、速達時は、緊急走行が可能となっている。

### 装備
違反車両追尾時の速度を表示する「測定速度インジケータ」は、インパネ部中央にデジタルメーターが備えられている。メーター下またはフロントカウル内収納ボックス（CB1300Pのみ）に設けられた専用プリンタから違反速度を記載した小さな紙がプリントアウトされ、違反車両を検挙した際に速度違反の証拠となり、違反者は交通反則切符または交通切符とあわせて署名捺印を要求される。
従来は自車速度を示す速度計の隣に、目盛りがより細かいアナログメーターがあり、測定した速度を保持するボタンを備えていた。白バイの測定メーターは、一般の車両のものよりも非常に精密に作られており、定期的にメーターの較正を受けている。検査は月に1度行われて実施記録が残され、検査済みであることを示す点検済証票を各都道府県警で貼付する。速度違反に関する否認などがあれば、メーターが正常であることを主張する書証として検査記録が提出される。したがって、前回の検査から1か月以上経過している車両でのスピードの測定は、証拠能力が認められない場合がある。20年ほど前は3か月ごとの検査だった。
車体後部の側面に取り付けられた箱（サイドボックス、パニアケース）には、左側に違反キップ類や取締り地点や犯人捕捉・逮捕地点特定のための地図、地点マーキング用白墨や、事故対応時の発煙筒、メジャーなどの業務に用いる道具が収められている。
車体後部の上面の箱（トップボックス）には、車両メーカーからの出荷時は何も入っていない箱が取り付けられているが（俗に書類ボックスと呼ばれる。天板兼上部蓋にクリップと青色ランプが付いている。）、配備後に無線機用の箱に付け替えられる。無線機箱には、無線機本体、本部交信用に使う長めのアンテナと運転の警察官が持つトランスミッターとの交信に使う短めのアンテナが付いているほか、古い車種を除き、後方への周知目的で赤色回転警光灯が高い位置でつく。
フロントのサイドバンパーパイプの左側にはトランジスタメガホンのトランペットスピーカー、右側にはサイレンのトランペットスピーカーが装備されており、取締りの際の誘導や緊急走行時の一般車両への指示、違反行為を未然に注意喚起する際などに用いられる。むかしは赤色回転灯とスピーカーは別体だったが、近年は一体型が用いられる。緊急走行時のサイレンはパトカーや他の緊急車両よりも高い音である（ウーウーではなく、むしろピュイーンという音に近い）。
サイレンを吹鳴するまでもない場合や吹鳴が呼びかけ相手の運転技術等から危険である場合には、吹鳴なくマイクでの停止等を呼びかけることもある。日本国内の白バイに取り付けられているサイレンアンプは、かつてはそのほとんどがクラリオン製であったことから、クラリオンサイレンとも呼ばれている。現在のVFR800PとCB1300Pでは、大阪にある「パトライト」社製サイレンが標準装備される。
一部の警察本部で、試験的に赤色回転灯回転部の発光体としてのフィラメント付ガラス球のほか、前方周知用に別途LEDを組み込んだものも出回っているが、配備数は多くない。
回転灯は、光らせるとその性質上全方位が眩しく、運転者たる警察官にとっては眩惑で危険であることから、警察官の目に入る部位にはスモークが施され、赤色光が目に入らないようになっている。
ハンドル左には、音声伝達回路の出力先として拡声器と警察無線とを切り替えるスイッチが装備される。ヘルメット内での発話は、運転する警察官の腰に付けられたトランスミッターを通じてバイクに飛んだあと、切り替えスイッチに応じ、マイクから拡声されたり無線で電波に乗る（無線傍受の場合は、逆ルートでヘルメットまで届く）。バイクと警察官との接続は、以前は有線であったが、事故時の引っ張られのリスクを考えていまは無線で結ばれている。なお、無線やマイクシステムはエンジン停止時でも使うことができ、無線機ボックスに独立したスイッチがある。
このほか、新型車種には押すだけで本部に緊急事態を知らせる「EMボタン」が装備されるほか、録画用小型ビデオカメラを装備する警察本部も一部で出てきている。都道府県費で導入した一部の車両には、グリップヒーターを装備する車両も存在する。
訓練用車両も存在しており、個体差はあるものの赤色回転灯やスピーカー、無線機ボックスなどの装備が取り外されているなどの特徴がある。
予備車の場合は、上述装備は一通り付いているものの、音声伝達システムが旧来の有線接続モデルだったり、無線システムが外されてメーカー出荷時の書類ボックスが付けられていたりする。なお、バイク側に無線システムがついていなくても、いわゆる警電携帯等他のコミュニケーションツールを所持していれば、一応は執務は可能である。

### 運用
警視庁では方面別に置かれる６個隊の交通機動隊の他に各警察署交通課・高速隊・本部の交通総務課など交通系部署に配備される。警視庁機動隊には、「機動隊自動二輪部隊」（通称MAP　Metropolitan Area Patrolの略で地域機動警戒の事）が存在し、警備を主とした任務に白バイが運用されている。このほか、捜査活動などの隠密運用されている市販型バイク（オンロード型、オフロード型、スクーター型）の自動二輪車も存在するが、一般に白バイと言われるのは、上述した、主として交通取り締まり業務に従事する、赤色警光灯付き白色二輪車のみである。
多くの道府県警察本部では白バイは交通機動隊での運用が主であるが、高速隊や所轄署交通課に配備される本部もある。
マラソン・駅伝の先導は基本的に交通機動隊所属の白バイが行うが、大会規模によっては高速隊所属の白バイも先導に加わる事がある。なお、健常者のマラソンの巡航速度は時速20 km（キロメートル）程度で比較的安定しているが、車いすマラソンにおいては巡航速度は時速約30 km程度、下り坂で時速50 km程度に達するなどスピードの幅が大きいため、選手と接触しないように細かいアクセルワークが必要とされる。特に警視庁と神奈川県警察では、東京箱根間往復大学駅伝競走（いわゆる「箱根駅伝」）の先導・警備に参加する隊員は、交通機動隊、高速隊の中でも選ばれし者のみが選出、特に先導は、白バイ全国大会上位入賞者等特別に選抜を受けた者のみが担当出来る、名誉ある職務とされる。
白バイ乗務員の勤務地については白バイ隊員を参照。

### 歴代白バイ
1918年（大正7年）1月1日に警視庁が初めてオートバイを取締りに使用した。ただし、当時車体は青色塗装で「青バイ」と呼ばれた。更に「警視庁史」によれば、正式呼称も「青バイ」ではなくて「赤バイ」である。
「白バイ」として初採用されたのは1936年（昭和11年）8月1日で、日本国外の警察で利用されている自動二輪車に倣って白色に変更された。
警視庁の白バイは、1940年（昭和15年）6月には一度廃止されたものの、第二次世界大戦後の1945年（昭和20年）12月10日から復活。サイドカー5台、オートバイ10台による再出発となった。
現在はCB1300SUPER BOL D'ORやFJR1300等をベースとした、1990年代まで主流であった750 cc（立方センチメートル）を大幅に上回る大排気量車が採用されている。これらの車種は発進から約3秒程で時速100 km/h（キロメートル毎時）に到達する極めて高い加速性能を有する。高速道路交通警察隊や皇宮警察本部の白バイには、ゴールドウイングをベースとした特別仕様車も存在し、主に要人警護や各種イベント・パレードなどで運用されるほか、サイドカーも存在する。
またマラソンや駅伝など、公道コースにて争われる陸上競技の先導用に、排気ガスを出さない電動スクーターを採用する動きもあり、2020年2月には警視庁が初の電動スクーターとしてBMW C Evolutionを導入した。
主な白バイベース車（斜体は現役車種）
- インディアン1000 cc：1911年
- ハーレーダビッドソン750 cc：1942年
- 陸王RQ：1954年
- メグロ500：1950年代後半 - 1960年代前半
- カワサキメグロ500：1960年代後半
- ホンダCYP77：1963年 - 1971年
- ホンダCB350：1968年 - 1976年
- ホンダCB450：1970年 - 1976年
- スズキGT750：1972年 - 1978年
- ホンダCB470：1973年 - 1978年
- ホンダCB750FOUR：1970年 - 1980年
- ホンダCB550FOUR：1974年 - 1980年
- ホンダCB550FP[注 1]：1976年 - 1983年
- ホンダCB750FP[注 2]：1976年 - 1983年
- ホンダCB650P：1977年 - 1983年
- スズキGS750P[注 3]：1977年 - 1985年
- スズキGSX750EP：1980年 - 1993年
- ホンダCBX650P：1982年 - 1994年
- スズキGSX750P（E4）：1985年 - 1996年
- ホンダCBX750P：1986年 - 1999年
- ホンダVFR750P：1989年 -
- ホンダVFR400P[注 4]：1993年 - 2003年
- ヤマハFZ750P：1993年 -
- ヤマハFZ750P改：1997年 -
- ホンダVFR750P改[注 5]：1998年 -
- ホンダVFR800P：2001年 -
- スズキGSF1200P：2004年 -
- ホンダCB1300P：2009年 -
- ヤマハFJR1300P：2014年 -
- BMW C evolution（大型電動スクーター）：2020年 -
- ホンダNT1100P：2024年 -

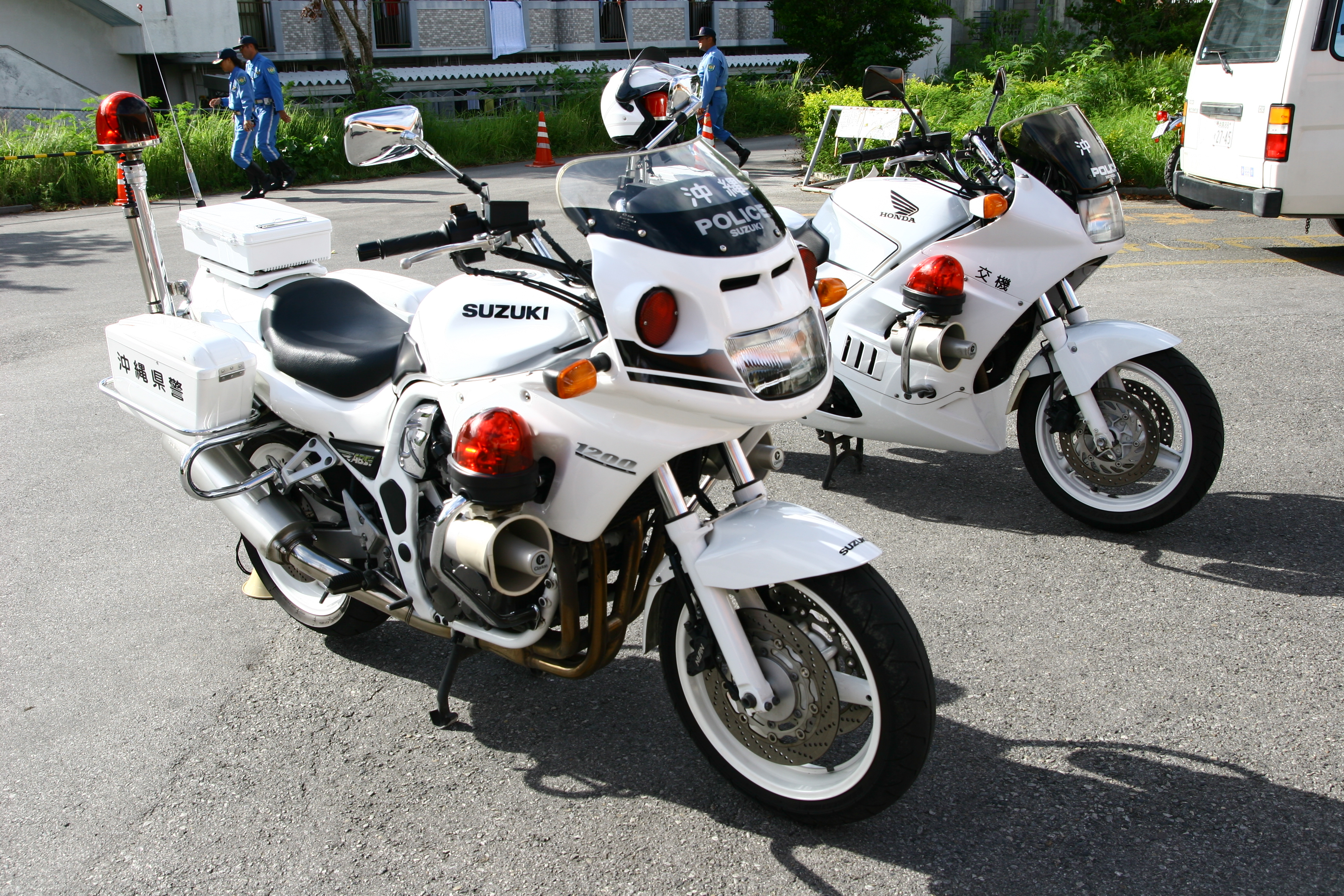
VFR750P・GSF1200P 沖縄県警察浦添警察署
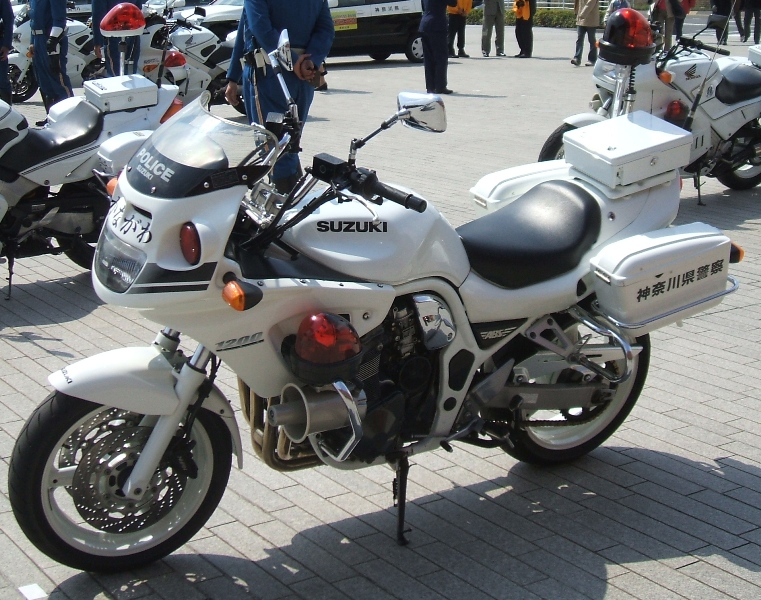
GSF1200P 神奈川県警察
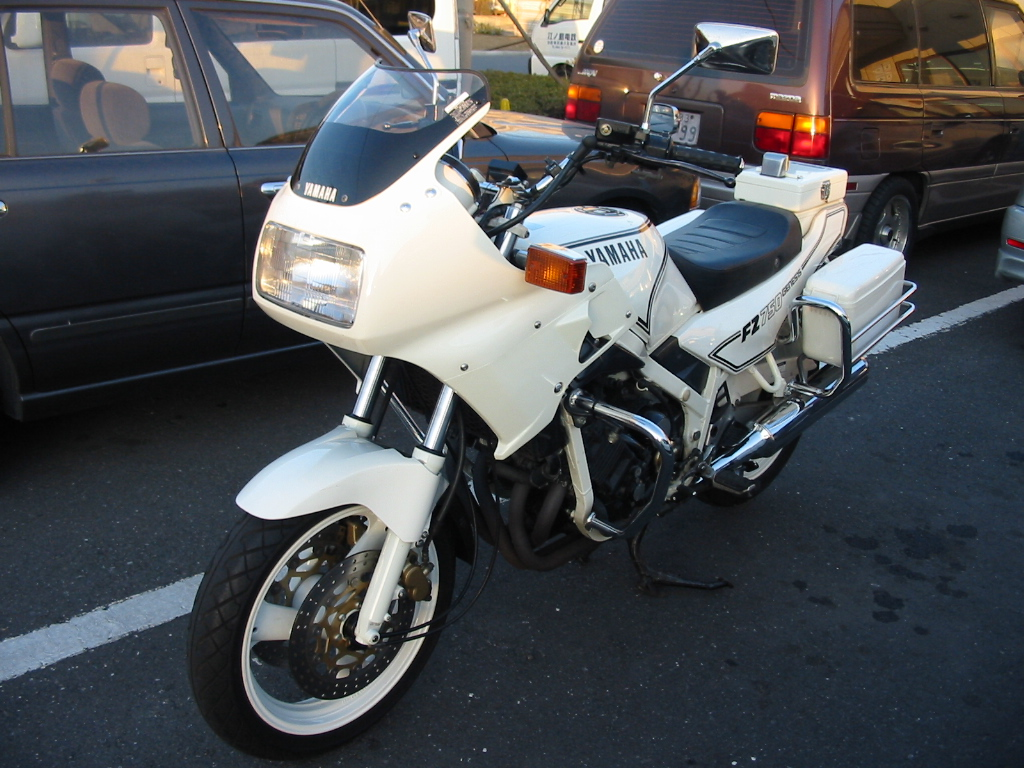
FZ750P
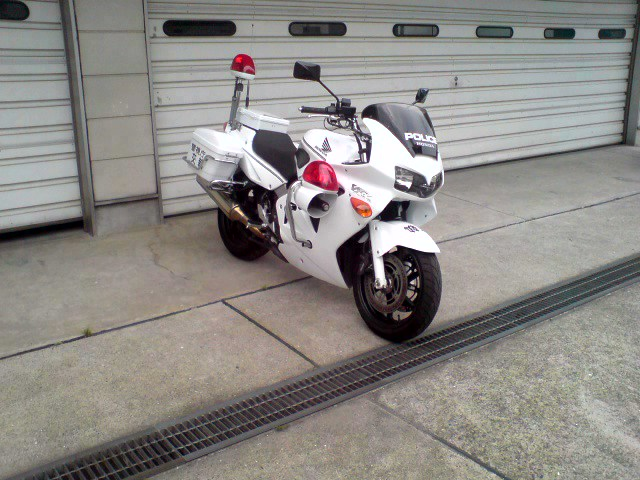
VFR800P 警視庁
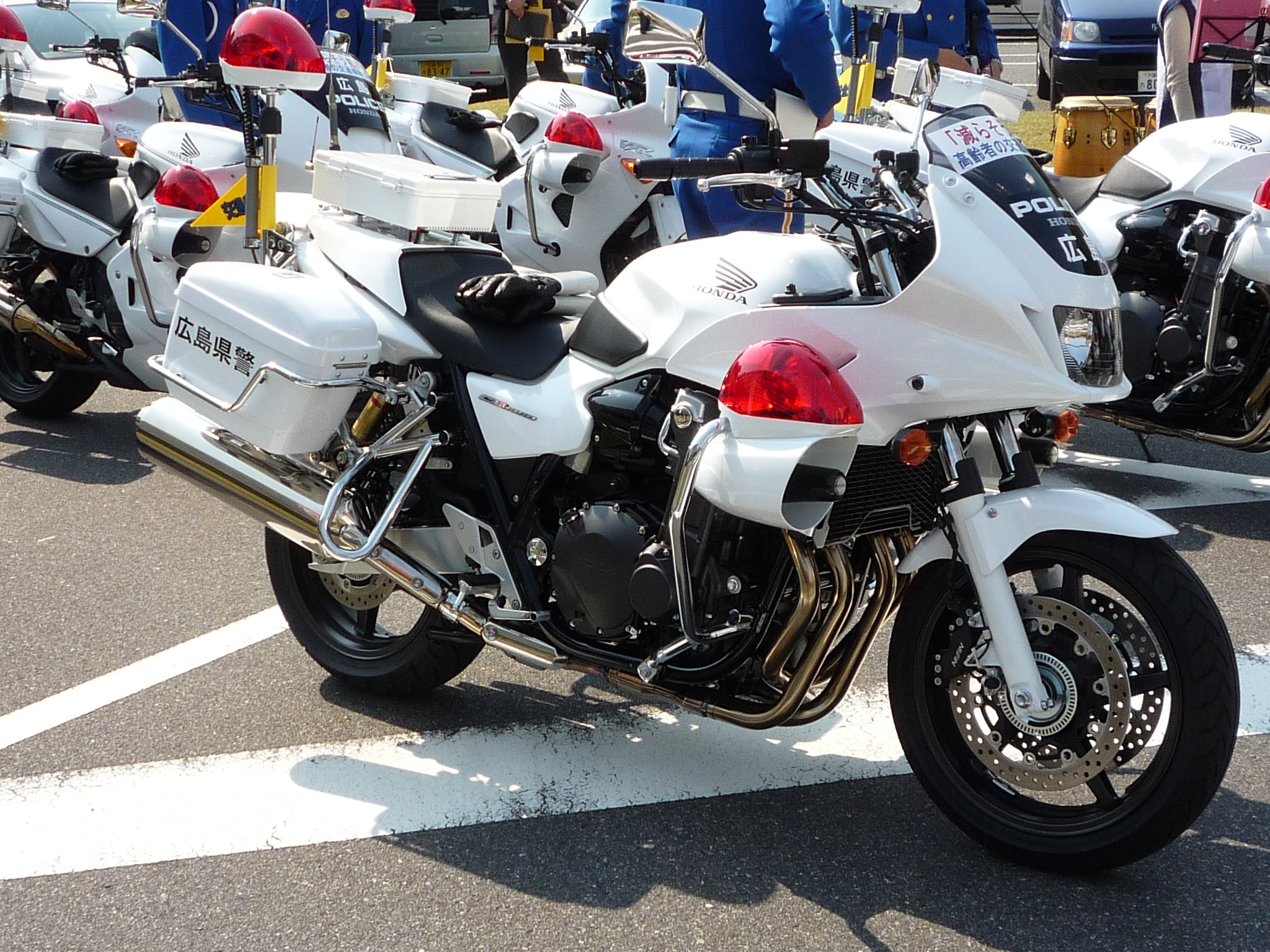
CB1300P 広島県警察
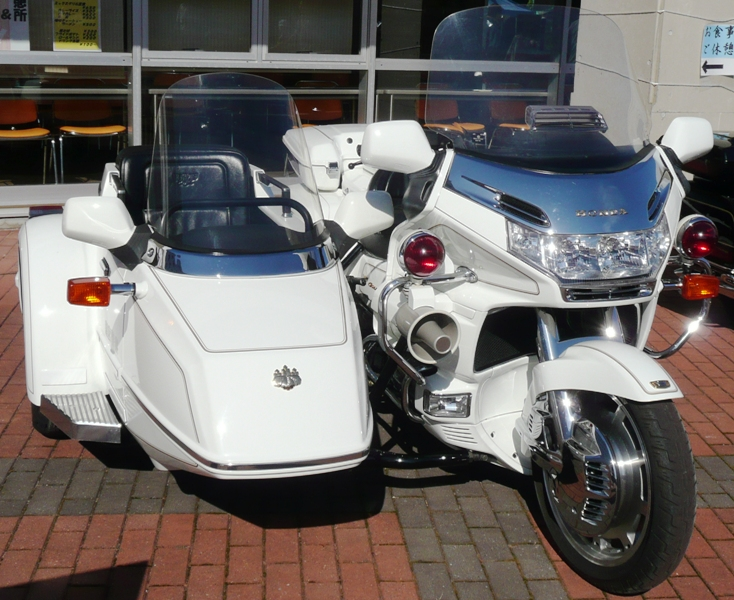
ゴールドウイング 皇宮警察
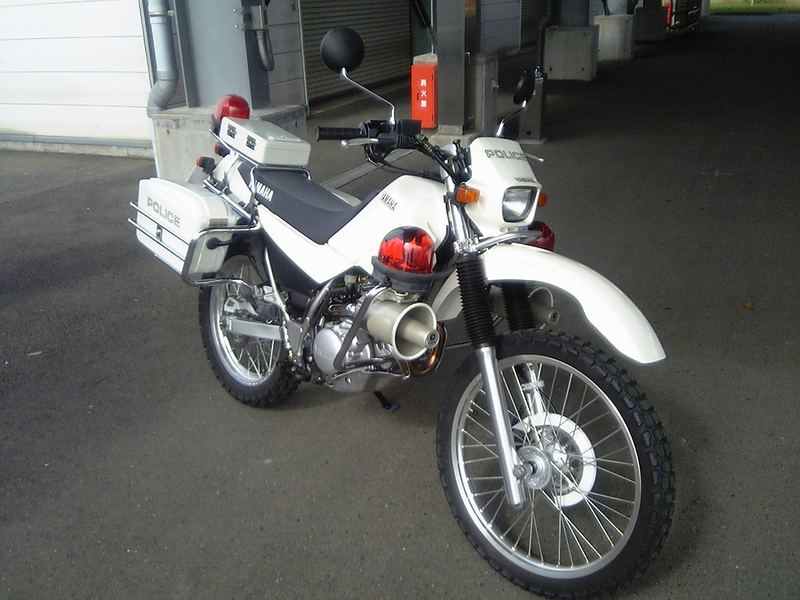
セロー
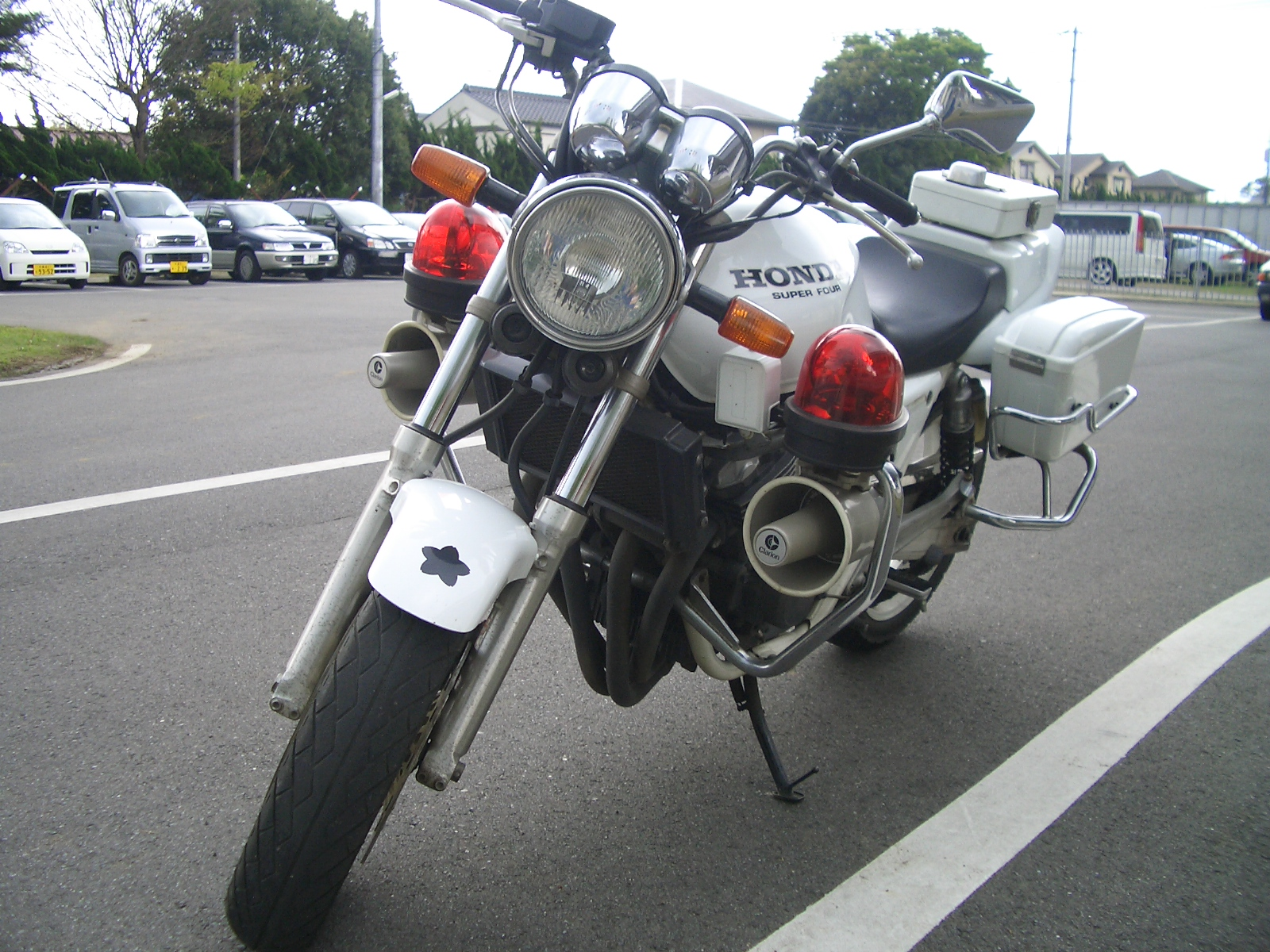
CB400P 陸上自衛隊警務隊
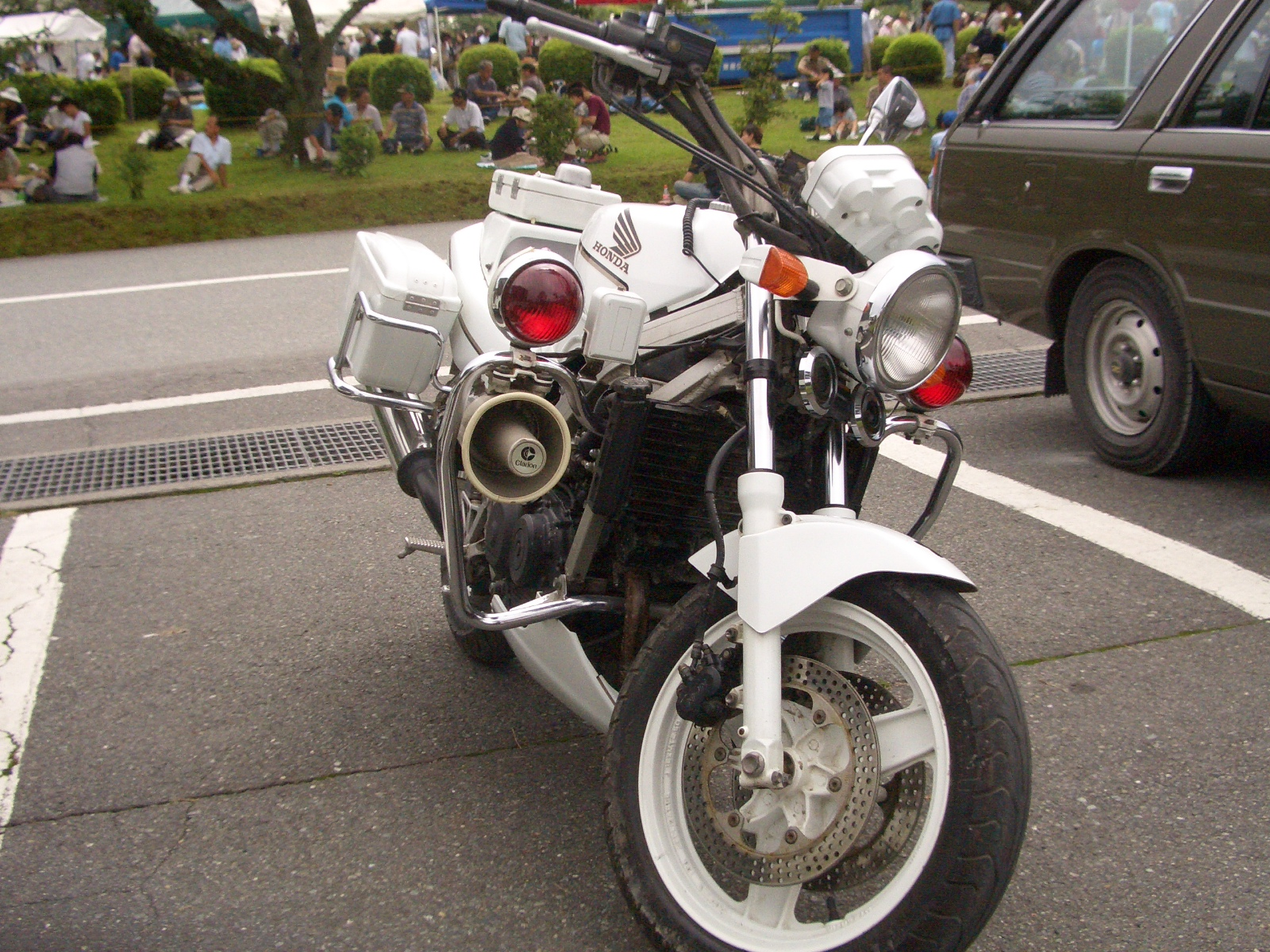
VFR400P 陸上自衛隊警務隊
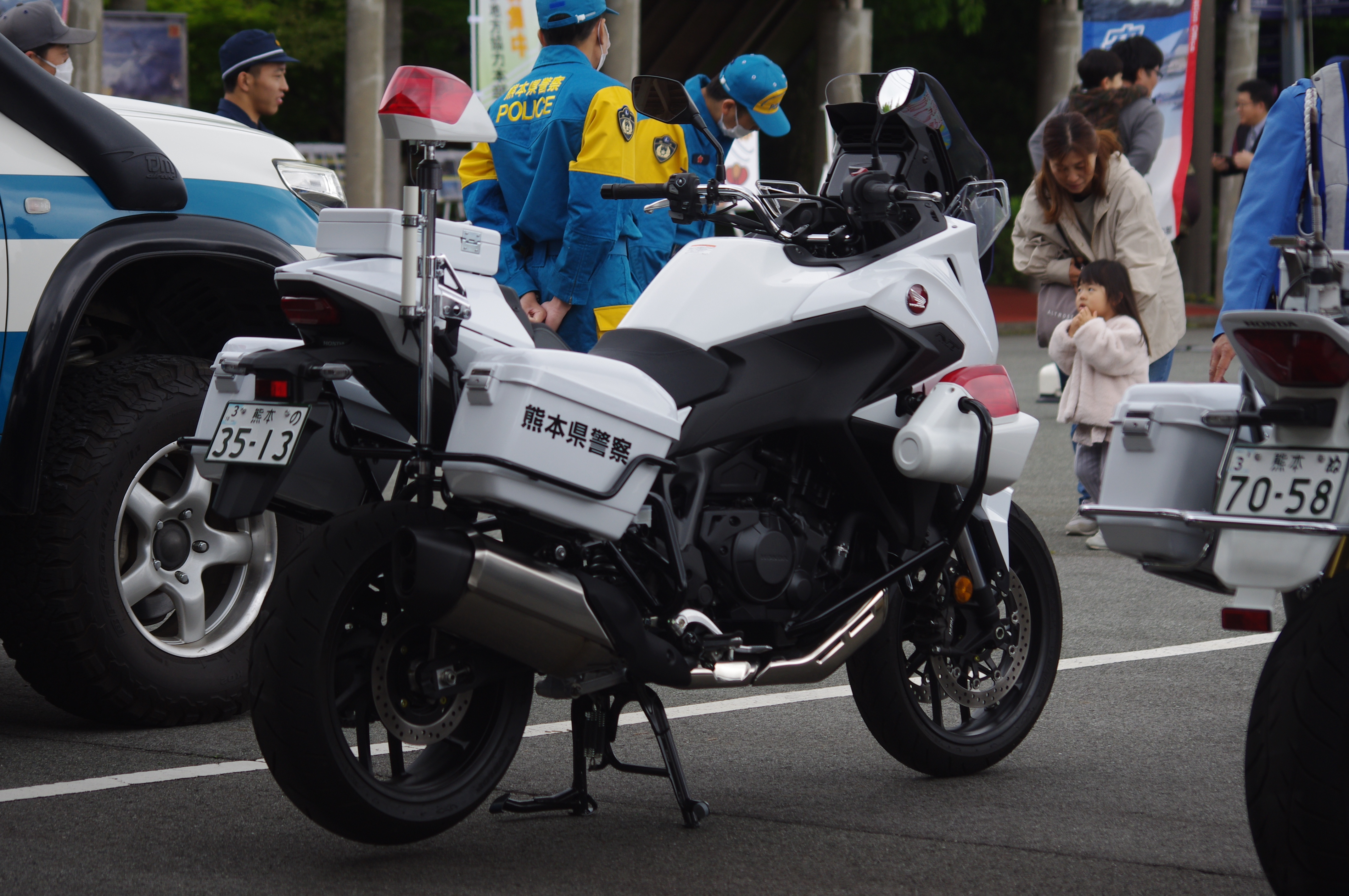
NT1100P熊本県警察

## 世界
英語では"Police Motorcycle"と呼ばれている。青の警光灯が（パトロールカーにも）採用されているが、これは赤よりも青の方が注意を引くとされているためである。
アメリカ合衆国の場合、各州の州法によって異なるが、カリフォルニア州の場合はフロントに常時点灯の赤灯（steady-burning red）があるのが緊急自動車で青灯が警察車両という定義であり、消防車や救急車などは赤灯だけで、赤灯＋青灯で警察緊急車両（パトカー、白バイ）となる（青灯だけでは緊急指定車両にはならない）。同様に多くの州が青灯＝警察車両のみ（消防車や救急車の青灯は認められない）という法律を採用しているが、パトカーや白バイに赤灯と青灯の両方を義務付けている州と青灯のみで緊急車両として認められる州が混在。ただし後方ナンバープレート脇の直径数センチの常時点灯の青灯は白バイだけに許可されており、警察車両以外のオートバイがナンバープレート脇に青灯を付ける事は違法となる。また白塗りはアメリカと日本のみで、ヨーロッパの各国では警察車のカラーリングやストライプ入りになっている（例としてイタリアの国家憲兵は黒地に赤線、イギリスの警察は青と黄のシリトー・タータン）。

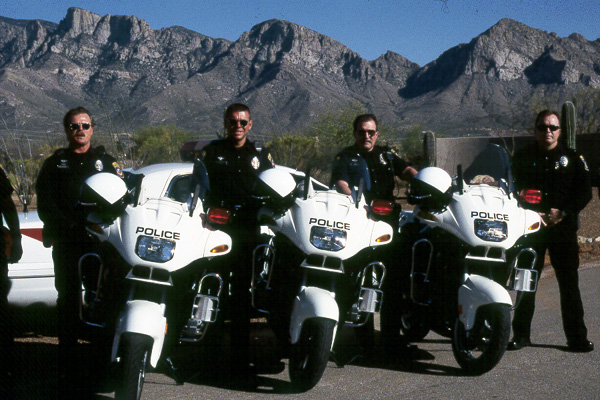
アメリカ（機関不明、アリゾナ州オロ峡谷） BMW R1100
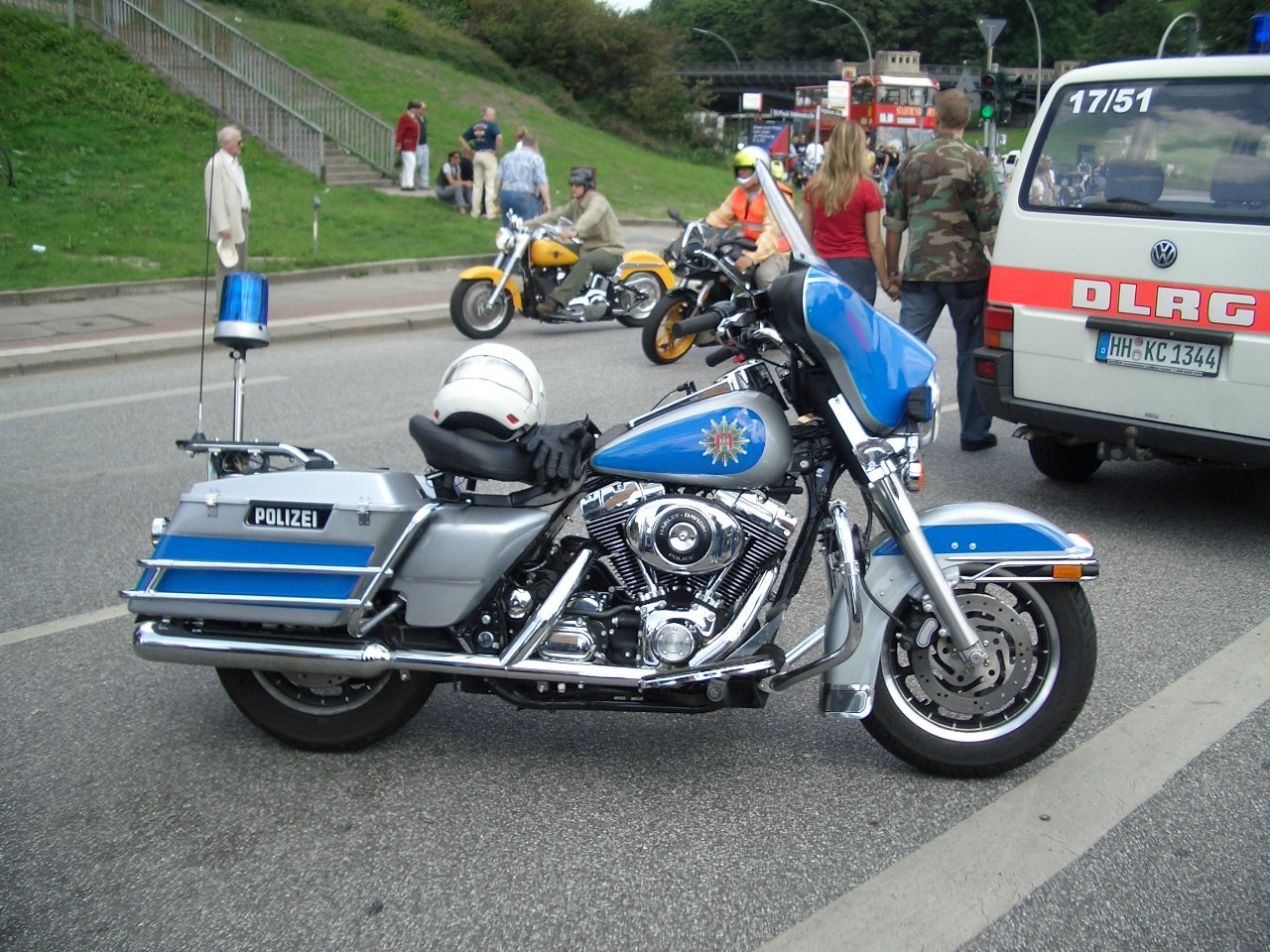
ドイツ・ハンブルク ハーレーダビッドソン
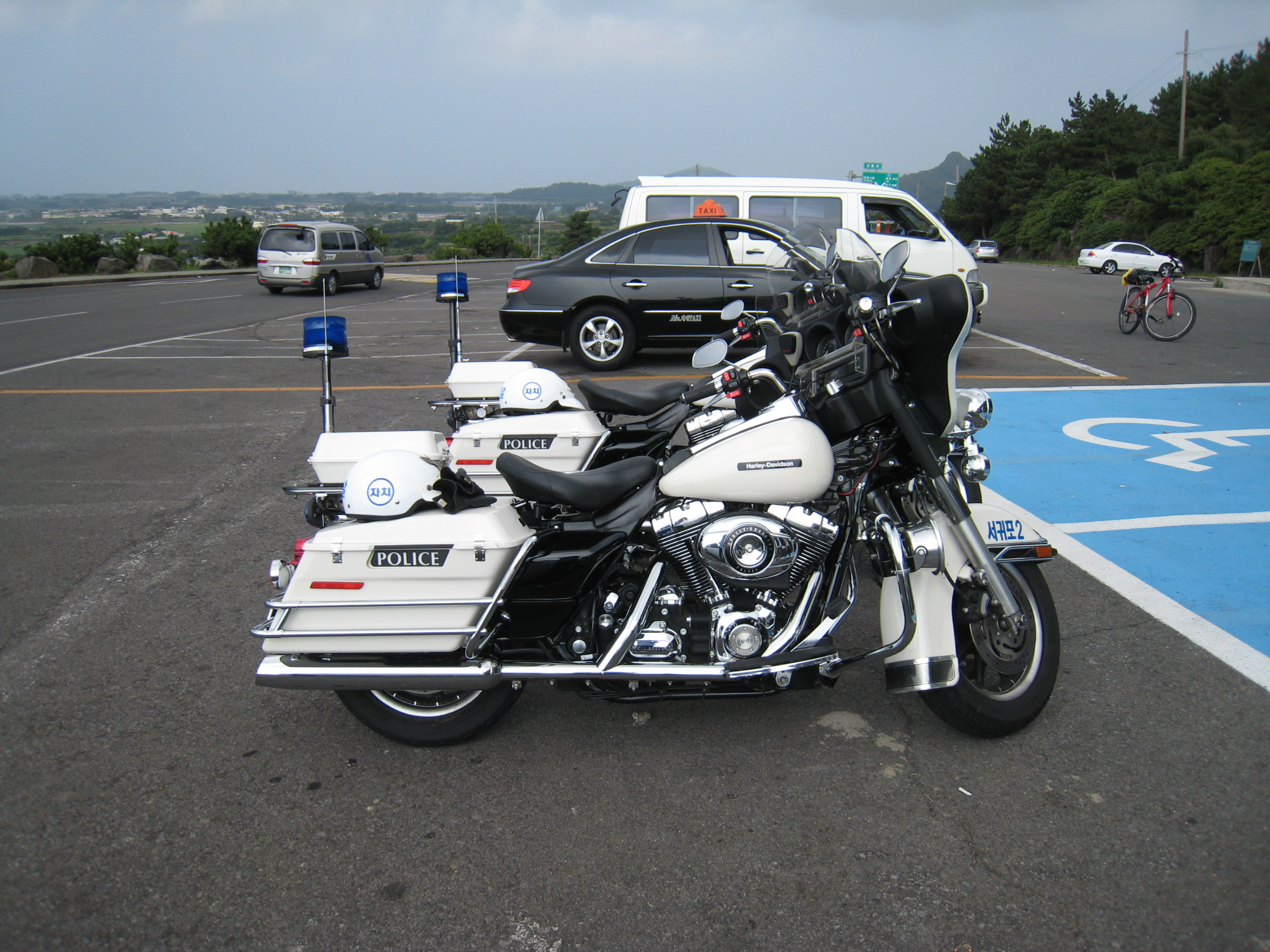
韓国・済州島 ハーレーダビッドソン
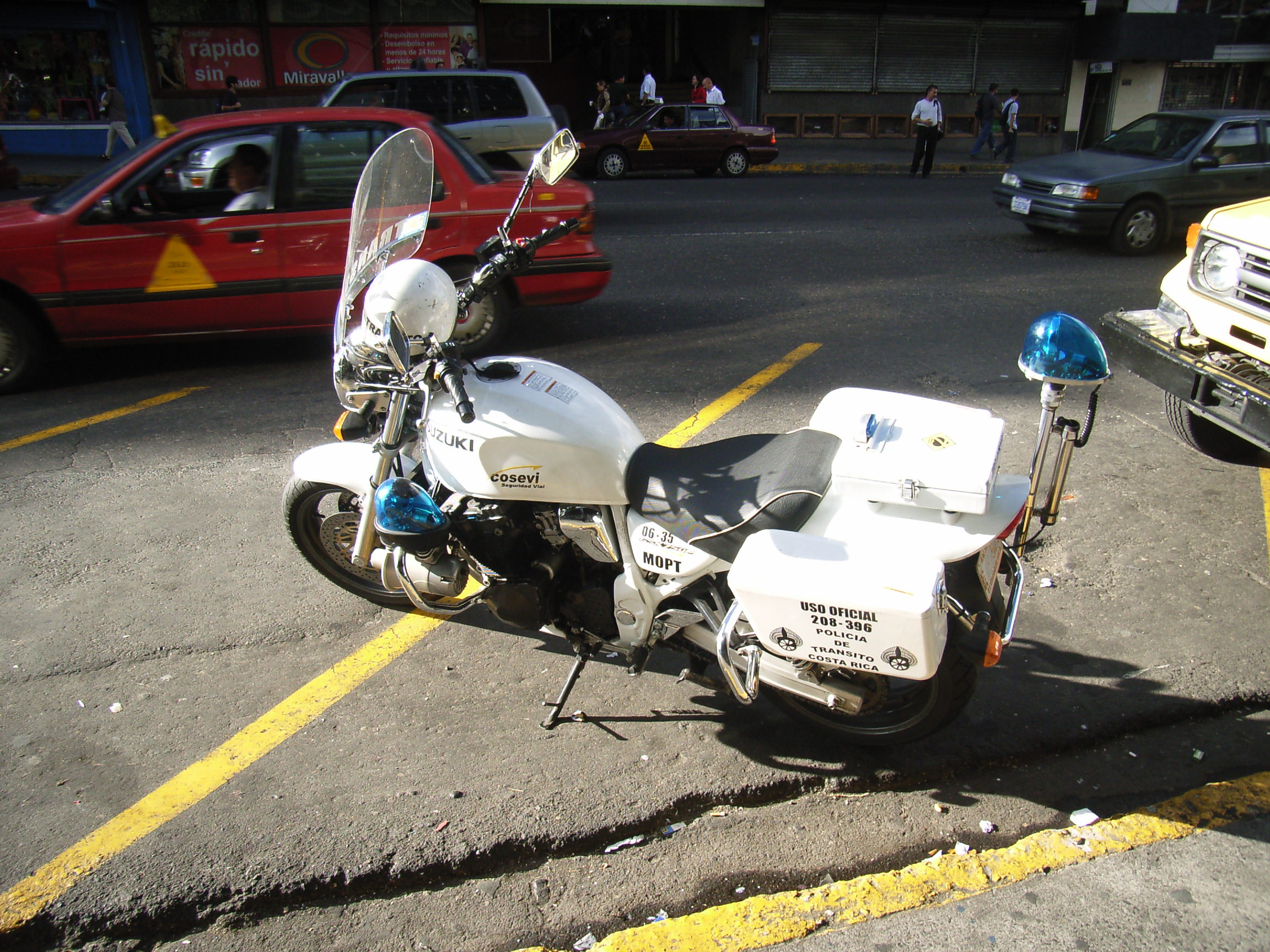
コスタリカ スズキGSX750
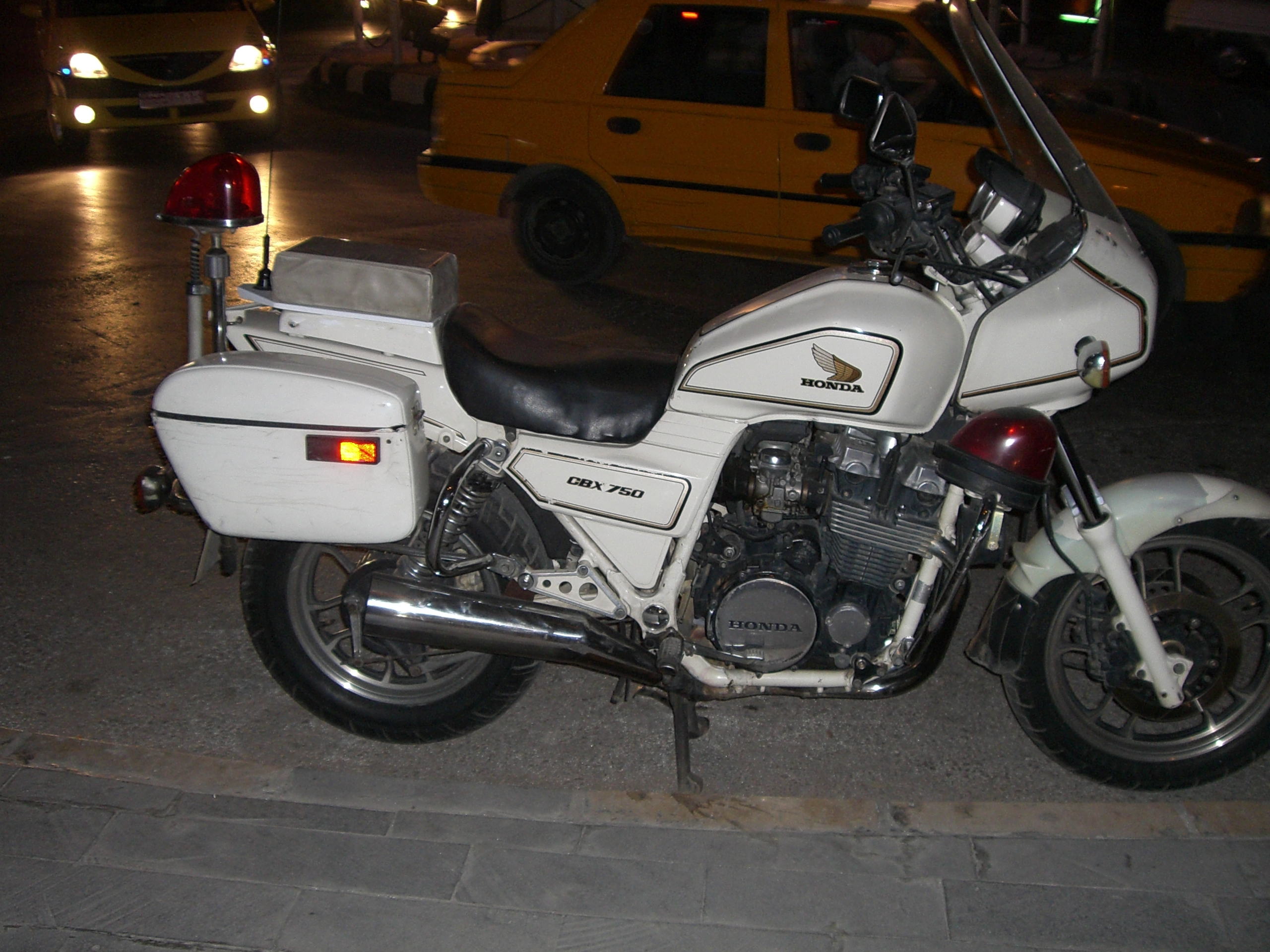
シリア ホンダCBX750ホライゾン
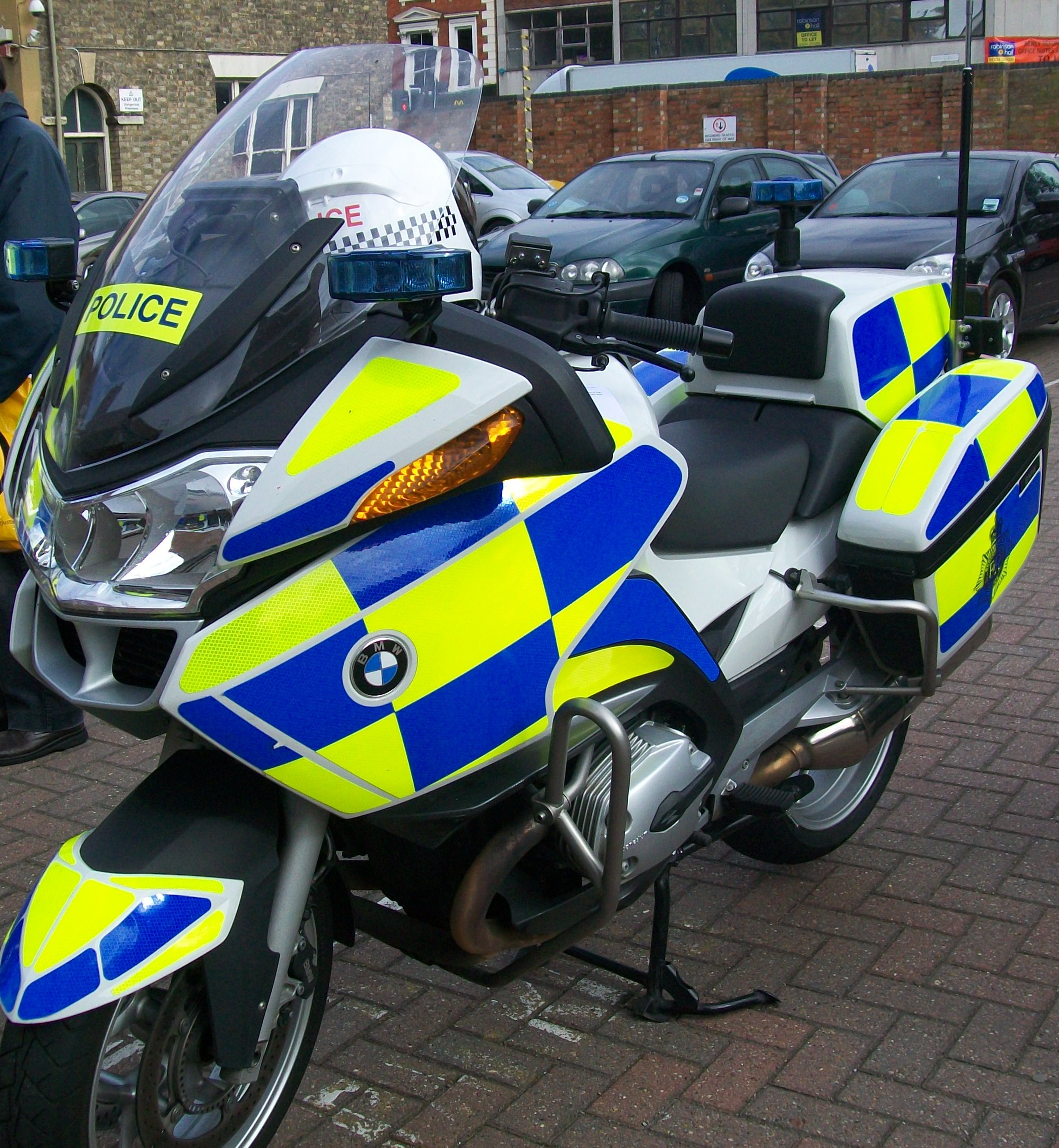
イギリス・ベッドフォードシャー警察 BMW（モデル不明　撮影者によるとおそらくR1200RTとのこと）
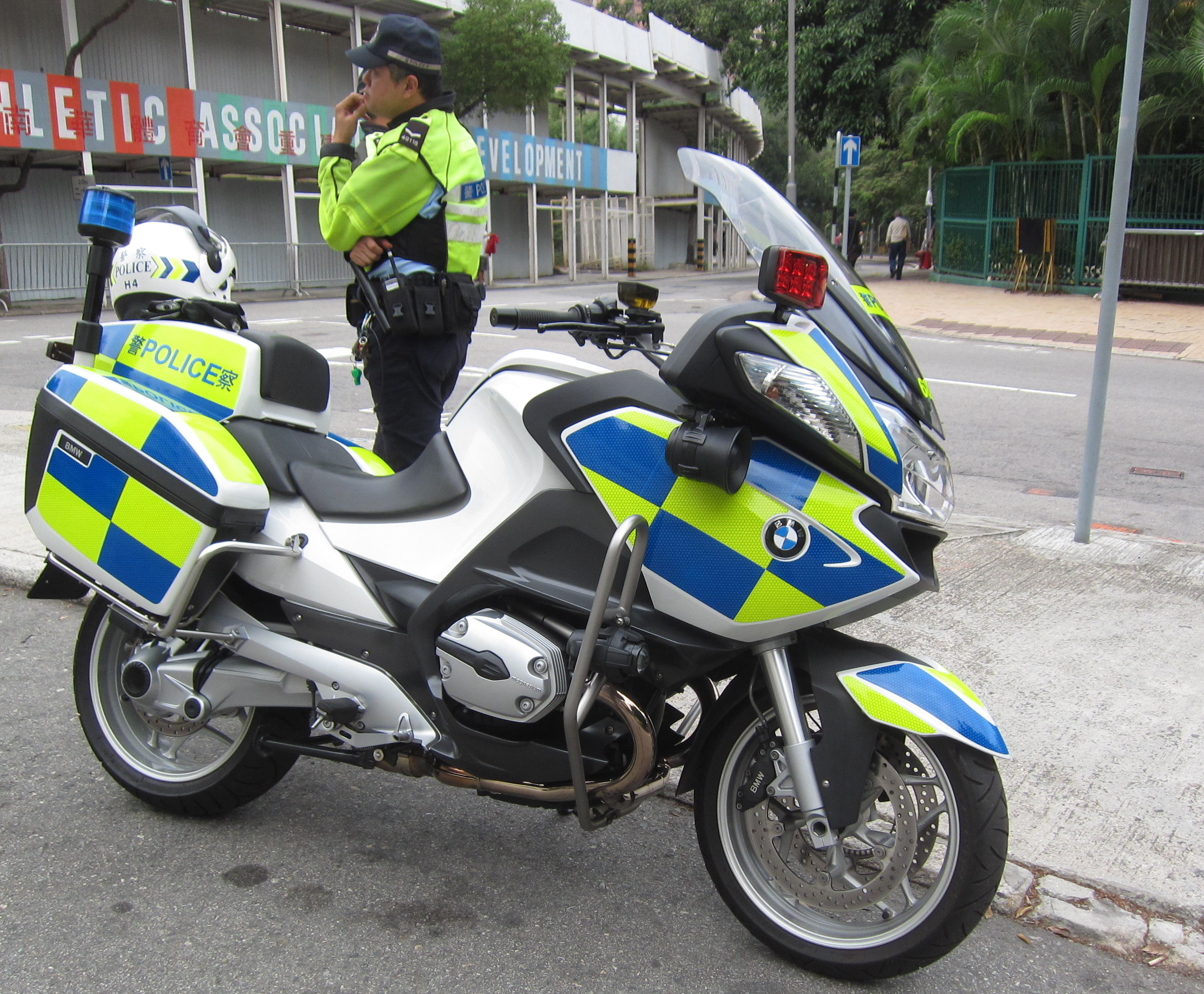
香港 BMW R900RT
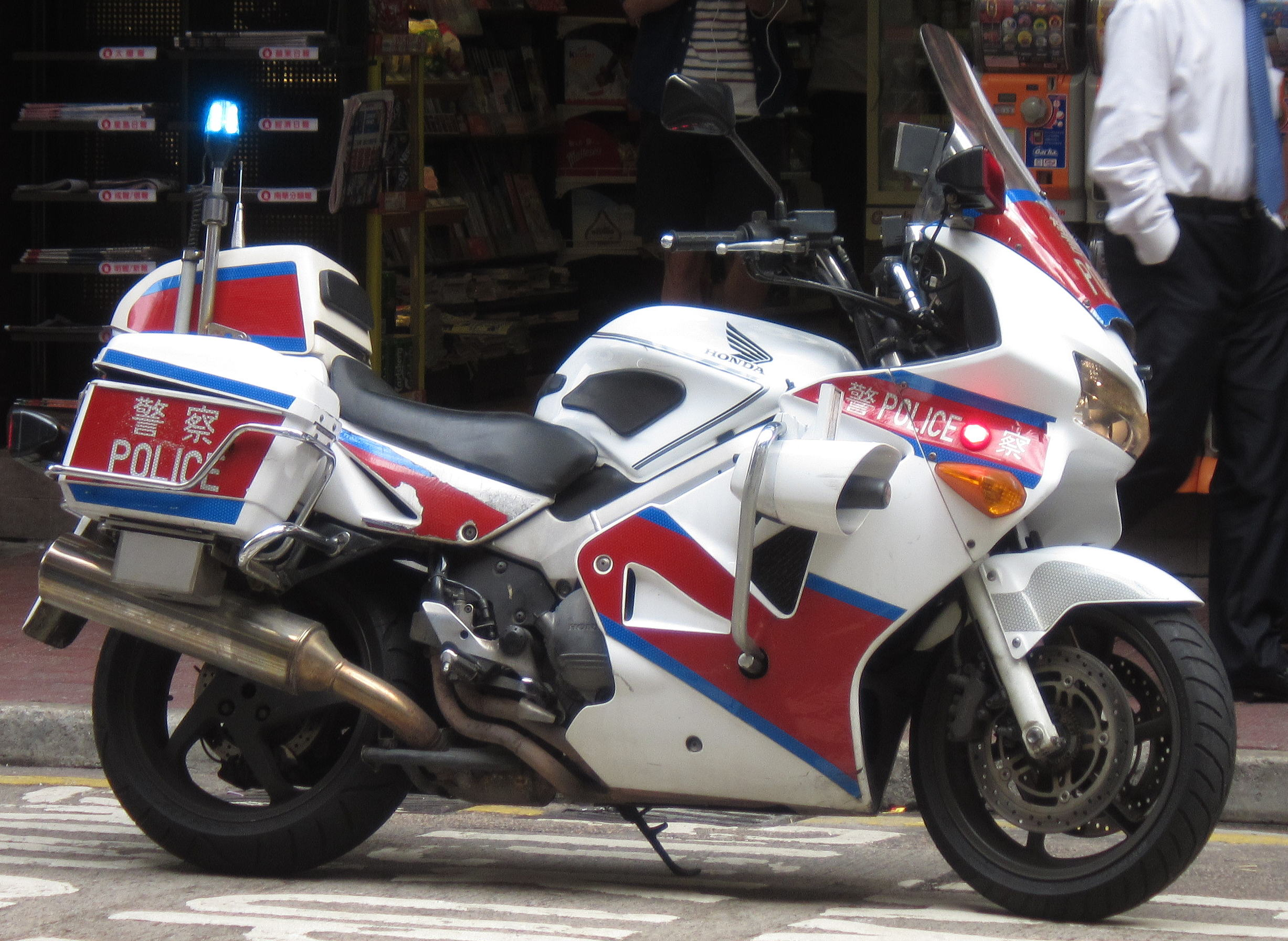
香港 ホンダVFR800P
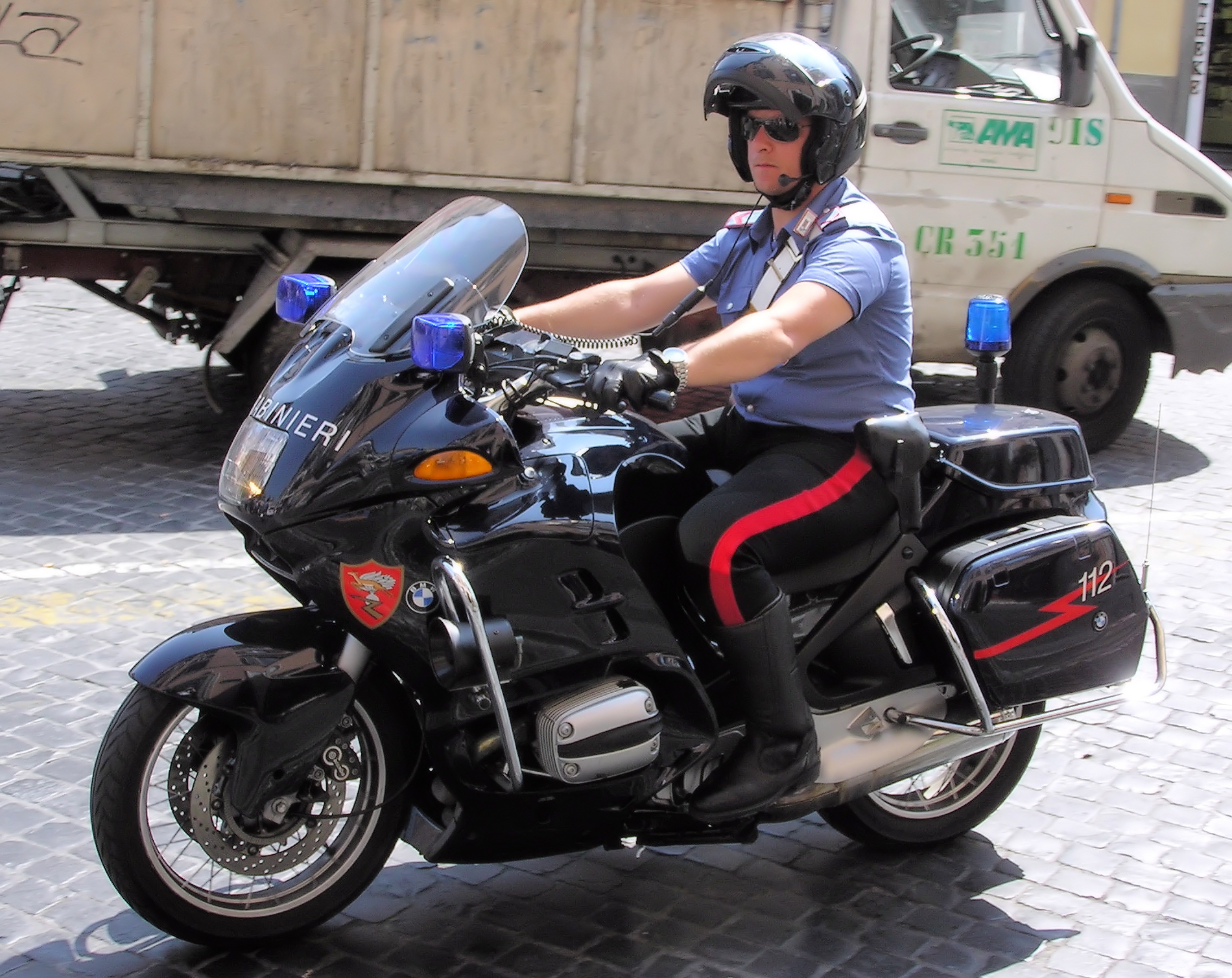
イタリア、カラビニエリ BMW R1100-RTP
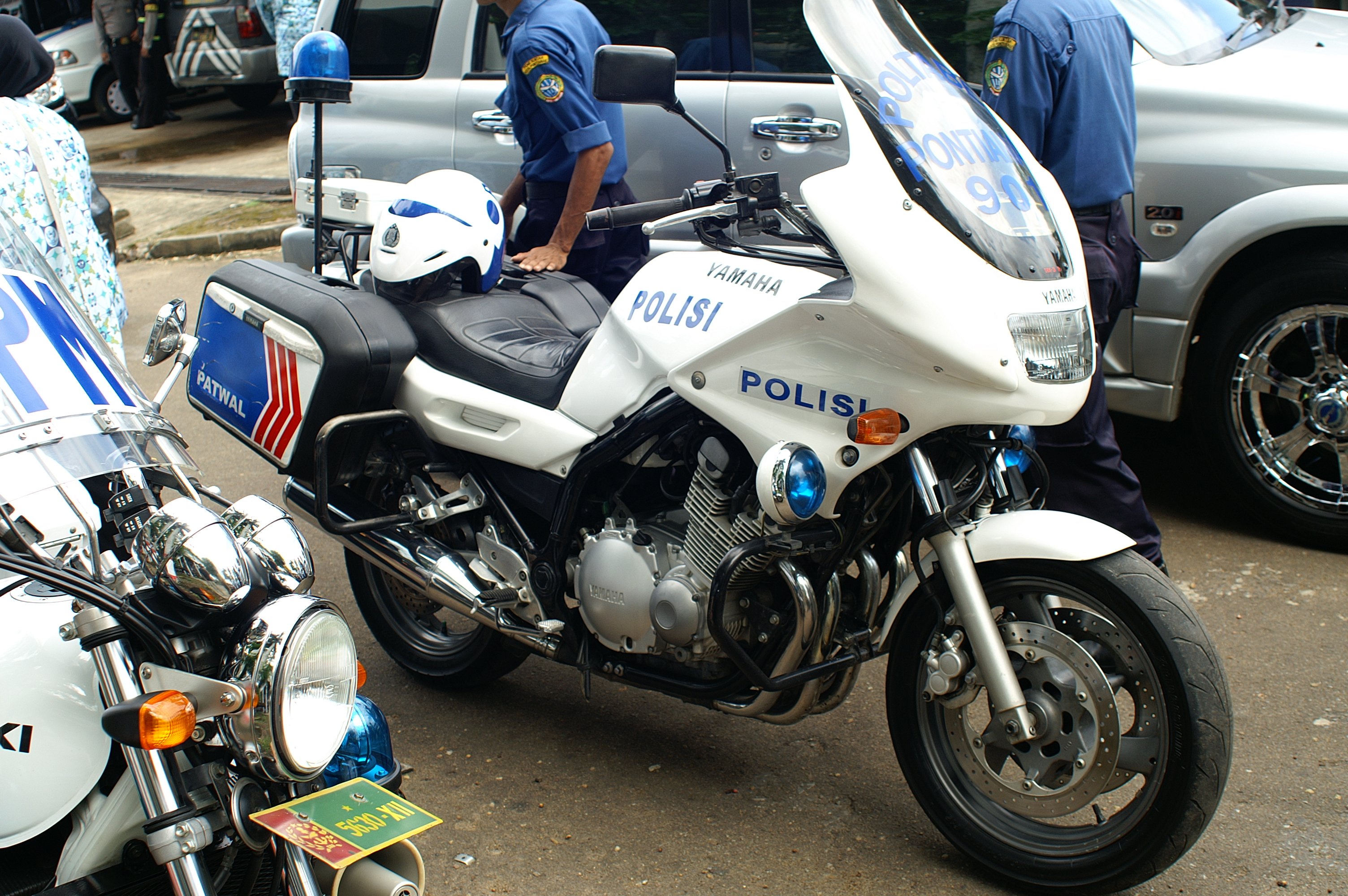
インドネシア ヤマハXJ900S
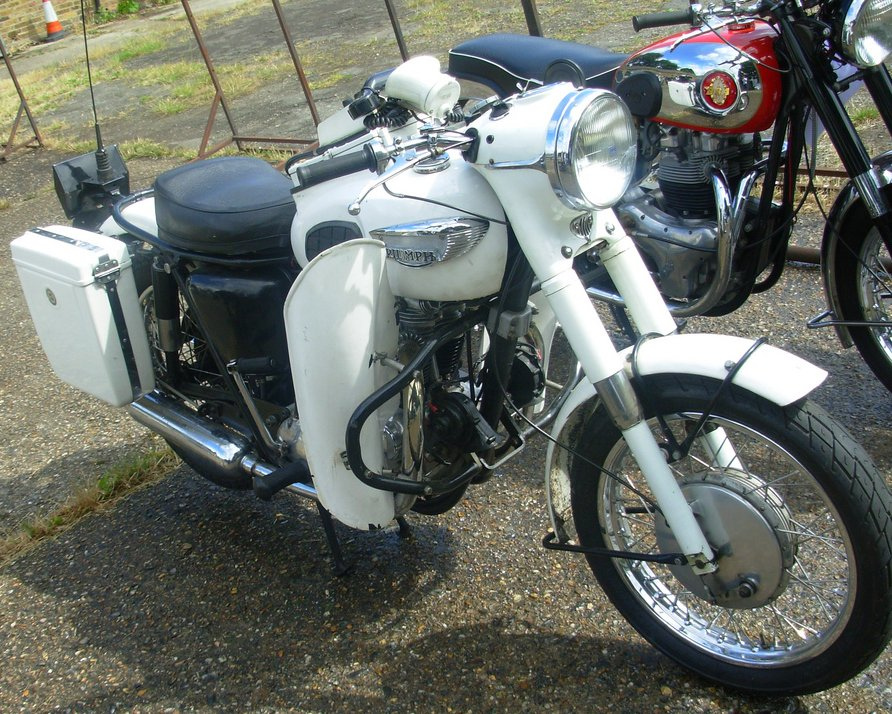
1960年代にイギリスで使われていた白バイ。この当時は警光灯がない。 トライアンフ6T・サンダーバード

### アメリカ
アメリカ合衆国の警察ではアメリカンタイプであるカワサキ製のKZ1000Pが1974年の初期型C型から2002年の最終型（2005年に生産終了）まで30年間にわたって生産され、現在でもハイウェイパトロールを始め、各公共機関のポリス、シェリフなどで使われている。『白バイ野郎ジョン&パンチ』に登場したカリフォルニア・ハイウェイパトロール（CHP）の白バイはカワサキZ1000Pであった。しかし白バイにABSの装着がルール化されると、1997年にはオレゴン州警察で、BMWモトラッドのR1100RT-P（BMW・Rシリーズ）が採用され、それ以降、他の警察機関でもBMW・RT-Pが主流となった（「P」は市販されない警察仕様を表すコード。民生用RTとの違いは警察公務に必須の装備が取り付けられていることで、エンジン自体は大差ない）。現在はこれに続いてR1150RT-PやR1200RT-Pが採用されている。一部ではホンダのST1100あるいはST1300が採用され、テキサス州などではGL1800が採用されている。過去にはモトグッチやスズキGS1000、ホンダGL1000、CB750Kなども採用されていた。
保守系の強い州では、ハーレーダビッドソン・ツーリング（以下ハーレー）のFL系（FLHTPエレクトラグライドやFLHPロードキング、過去にはFXRPスーパーグライド）が継続して採用されている。他にもこれまでFXDP、2008年からはXL883が警察車両としてハーレー本社により販売されている。最近ではFL系にも新たにABSが装備されて、多くの州警察がハーレーを採用している。
ほかに、ホンダST1200ポリスやカワサキ1400GTR（Concours 14）が緊急車両改造制作会社などによって白バイ仕様とされ、地方の警察署やハイウェイパトロールに配備されている。カワサキGTR1400（Concours 14）がカワサキGTR1400エンフォーサーとしてカリフォルニア緊急車両改造制作会社により白バイ仕様となり販売された。2010年にはカワサキUSAとアイダホ州のオートバイ販売会社BEAUDY Motorsportsが共同でConcours 14 Policeを製品化し、カワサキUSAからは官公庁や法人販売マネージャーが担当している。同年には、カリフォルニア・ハイウェイ・パトロールがConcours 14 Policeを大量調達するとの報道があった。
装備されている無線機と乗員のヘルメットとの接続は、日本が無線回線になったのに対し、アメリカは今も有線接続である（中継プラグで切り離せるようになっていて、乗る時に繋ぎ、マシンから離れる時に切り離す）。

### 欧州
欧州においてはBMWのRT系が広く普及している。以前はモトグッチ、トライアンフなども見られたが、BMWのR100RT-P以来、KシリーズやR1100RT-P、R1150RT-Pと、BMWが採用され続け、現在では最新型のR1200RT-Pが主流となっている。ホンダのST1100やST1300の白バイ仕様車が米国導入以前から販売されており、BMWについで多く見られる。このほかには、一部の緊急車両改造会社がヤマハFJR1300などを地方の警察署のために改造したものが配備されている。また、まれにホンダ・CBR1100XXスーパーブラックバードが緊急車両として改造され配備されていることもある。

### アジア
韓国・台湾・香港・アフリカ・中近東・東南アジア・南米では一部でBMWが採用されている地域もあるが、日本製の白バイが主流である。これは、日本のODAを利用しての導入であり、ホンダCBX650/750・ヤマハXJ600/FZ750P、スズキGSX750/GS500Eなど輸出もしくは日本国外で白バイに改造された日本製バイクが使用される。たとえば米国の緊急車両改造会社が1000台のカワサキ2005年型GT1200（コンコース）を白バイ仕様に改造してエジプトに輸出したほか、同様な例はマレーシアでも見られる。香港やマレーシアではVFR800Pが採用されている。中国、台湾などでは現地生産の小排気量車も警察用車両として使用されている。